# Behawioralny komponent postawy
Behawioralny komponent postawy – jest to mniej lub bardziej jednorodny zespół dyspozycji do określonego zachowania się wobec przedmiotu postawy. 
Postawy o wyraźnie skrystalizowanym komponencie behawioralnym, to postawy wobec przedmiotów i sytuacji związanych z naszym codziennym doświadczeniem w ten sposób, iż stan rzeczy, wobec których te postawy się odnoszą, są zależne od naszych własnych zachowań bądź relacja między nami a przedmiotem postawy zależy od naszych zachowań. Człowiek żyjący w układzie stosunków społecznych, które mu zasadniczo nie odpowiadają, ale niemający własnego przekonania na ten układ stosunków wpływu, będzie miał postawy czysto poznawcze (o silnym ładunku negatywnym) – rzadko postawy o wyraźnie skrystalizowanym komponencie behawioralnym.